# ركاب آر إم إس تيتانيك

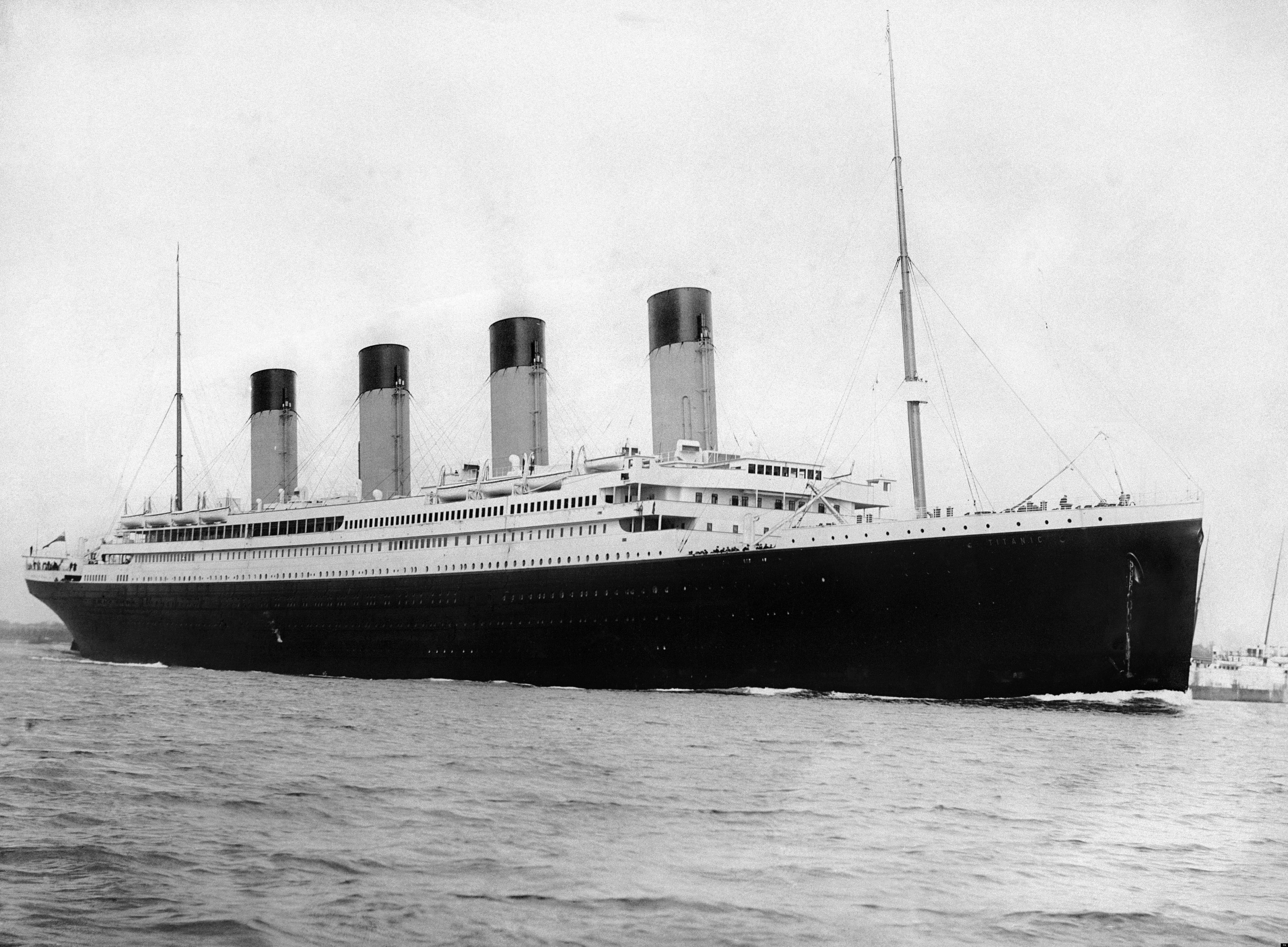
آر إم إس تيتانيك

أبحر ما يقدر بنحو 2400 شخص في الرحلة الأولى لتيتانيك، والثانية من وايت ستار لاين  من فئة ألمبيكعابرات المحيط، من ساوثهامبتون بإنجلترا، إلى مدينة نيويورك. خلال الرحلة، ضربت السفينة جبلا جليديا وغرقت في الصباح الباكر من 15 أبريل 1912، مما أدى إلى وفاة أكثر من 1500 شخص،  بما في ذلك حوالي 815 من الركاب.
تم تقسيم ركاب تيتانيك إلى ثلاث فئات منفصلة، حُددت ليس فقط بناءا على سعر التذكرة ولكن بناءا كذلك على الثروة والطبقة الاجتماعية حيث أن أولئك الذين سافروا في الدرجة الأولى، ومعظمهم من الأثرياء، شملوا أعضاء بارزين من الطبقة العليا  ورجال الأعمال  والسياسيين وأفراد عسكريين رفيعي المستوى ورجال الصناعة  والمصرفيين  والفنانين  والاجتماعيين  ورياضيين محترفين. ركاب الدرجة الثانية كانوا مسافرين من الطبقة الوسطى ومن بينهم أساتذة ومؤلفون ورجال دين وسائحون. وركاب الدرجة الثالثة أو الدرج كانوا في المقام الأول من المهاجرين إلى الولايات المتحدة وكندا.

## الركاب
بلغ عدد الركاب على متن تيتانيك ما يقرب من 1317  شخصاً: 324 في الدرجة الأولى، و 284 في الدرجة الثانية، و 709 في الدرجة الثالثة. منهم  869 (66 ٪) ذكراً و 447 (34 ٪) من الإناث. كذلك كان هناك 107 أطفال على متنها، وكان أكبر عدد منهم في الدرجة الثالثة. كانت السفينة تحمل أعدادا أقل من قدرتها الاستيعابية إلى حد كبير في رحلتها الأولى؛ حيث كانت تستوعب 2,453 راكبًا موزعين على 833 في الدرجة الأولى و 614 في الدرجة الثانية و 1006 في الدرجة الثالثة.

### الدرجة الأولى

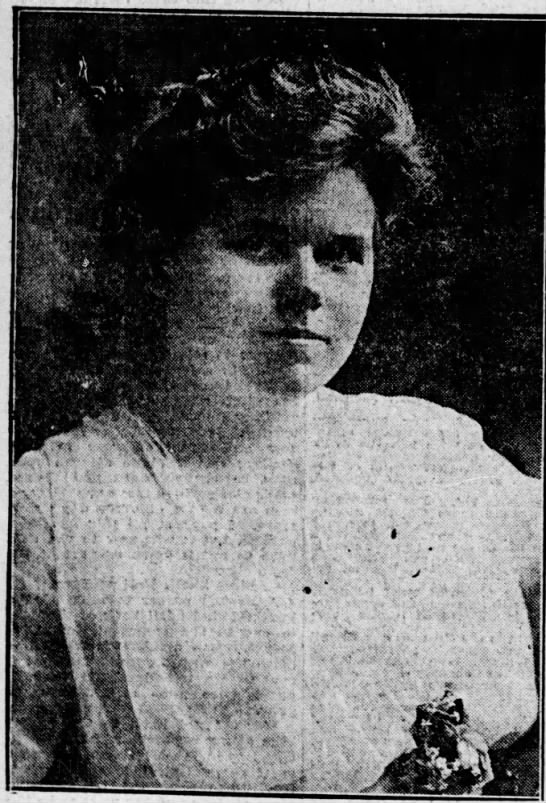
جورجيت مادل ، مسافرة على الدرجة الأولى

وكانت قائمة الدرجة الأولى على تيتانيك من مشاهير الأغنياء والطبقة العليا في عام 1912 م. تبلغ تكلفة مَضْجَعُ الشخص الواحد في الدرجة الأولى ما بين 30 جنيهًا إسترلينيًا (ما يعادل 2900 جنيه إسترليني)، إلى 870 جنيه إسترليني (أي ما يعادل 85000 جنيه إسترليني) لجناح صالة الاستقبال وسطح خاص صغير في المنتزه.  استمتع ركاب الدرجة الأولى بعدد من وسائل الراحة، بما في ذلك صالة للألعاب الرياضية وملعب اسكواش وحوض سباحة بمياه مالحة وحمامات كهربائية وتركية وصالون حلاقة بيوت للكلاب في الدرجة الأولى والمصاعد وممشى للتنزه من النوعين المفتوح والمغلق. ركاب الدرجة الأولى أيضا سافروا برفقة موظفي الخدم الشخصيين الخاصين بهم، والخادمات والممرضات ومربيين للأطفال والسائقين والطهاة.

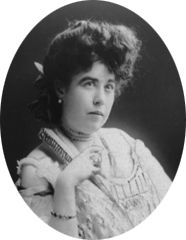
الناشطة الاجتماعية الأمريكية مارغريت براون

ومن أعضاء من الطبقة الأرستقراطية البريطانية الذين كانوا في الرحلة؛ كونتة روثس، زوجة إيرل روثس التاسع عشر، التي صعدت إلى متن السفينة في ساوثمبتون مع والديها، توماس وكليمنتينا داير إدواردز، وقريبها غلاديس شيري.كذلك كان السير كوزمو داف غوردون، بارونيت هالكن الخامس وزوجته لوسي وليدي داف غوردون على متن السفينة أيضًا. كان سير كوزمو مالكًا اسكتلنديا ثريا للأراضي وبطلا أولمبيا في المبارزة، بينما كانت السيدة دوف جوردون، المعروفة في مهنتها باسم لوسيل، مصمّمة أزياء رائدة قدمت خدماتها في عالم الأزياء لزبائن ثريين وحصريين من بينهم العائلة الملكية البريطانية. وقد ركب العقيد أرشيبالد جرايسي الرابع، وهو مستثمر عقاري وعضو في عائلة جرايسي الأمريكية الاسكتلندية الثرية، السفينةَ في ساوثامبتون. كانت كافنديش لندن من بين الأزواج البريطانيين البارزين الآخرين على متن الطائرة أيضًا. اللورد بيري، رئيس هارلاند وولف يعتزم السفر على متن السفينة تايتانيك، ولكن المرض منعه من الانضمام إلى الرحلة المشؤومة؛ ومع ذلك، كان المدير التنفيذي لـوايت ستار لاين جوزيف بروس ازماي ومصمم السفينة من شركة هارلاند آند وولف، توماس أنرواس، على متن السفينة للإشراف على عمل السفينة في رحلتها الأولى.
بعض من أبرز أعضاء النخبة الاجتماعية الأمريكية الذين كانوا في الرحلة؛ صاحب العقارات ورجل الأعمال  والمليونير العقيد جون جاكوب آستور الرابع وزوجته الحامل البالغة من العمر 18 عاما مادلين؛ حيث كانوا في طريق عودتهم إلى الولايات المتحدة من أجل ولادة طفلهما. كان استور أغنى الركاب على متن السفينة، كما كان من أغنى البشر في العالم؛ جده جون جاكوب أستور كان أول مليونير في أمريكا. من بين آخرين، كان قطب الصناعة والمليونير بنيامين غوغنهايم، مالك متجر مايسيز وعضو سابق في مجلس نواب الولايات المتحدة،  كذلك إزيدور شتراوس وزوجته إيدا،  وجورج داينك ويك مؤسس ورئيس شركة ينغيستتاون شيت آند تيوب، كذلك المليونير قطب الترام جورج دونتون وايدنر ونائب رئيس بنسلفانيا للسكك الحديدية وجون ثاير وزوجته ماريان وكذلك وتشارلز هايز رئيس كندا الكبرى للسكك الحديدية ووليام إرنست كارتر وزوجته الأمريكية الاجتماعية لوسيل كارتر والمليونيرة والناشطة في مجال حقوق المرأة مارغريت براون ونجمة التنس والمصرفية كارل بيهر وممثلة الأفلام الصامتة الأمريكية الشهيرة  دوروثي جيبسون والمهندس المعماري البارز إدوارد أوستن كينت والرئيس ويليام هوارد تافت بالمجلس العسكري المعاون الرئيس أرشيبالد بوت، الذي كان عائدا إلى استئناف مهامه بعد ستة أسابيع من رحلة إلى أوروبا. كذلك فقد كان من ضمن ركاب الدرجة الأولى رجل الأعمال السويدي ماوريتز هوكان ستيفانسون المالك لأكثر الموجودات على متن السفينة قيمة؛ وهي التحفة الفرنسية الكلاسيكية المعروفة باسمها الفرنسي لا سيركيسيان أو بان (La Circassienne au Bain)، الذي طالب لاحقا بملغ 100.000 دولار أمريكي تعويضا عنها (ما يعادل US$2.5 مليون في عام 2018).
قام ممول وايت ستار جون بيربونت مورجان وميلتون هيرشي؛ مؤسس شوكولاتة هيرشي،  بوضع خطط للإبحار على متن السفينة في رحلتها الأولى، لكنهم ألغوا حجوزاتهم قبل أن تبحر السفينة.

### الدرجة الثانية

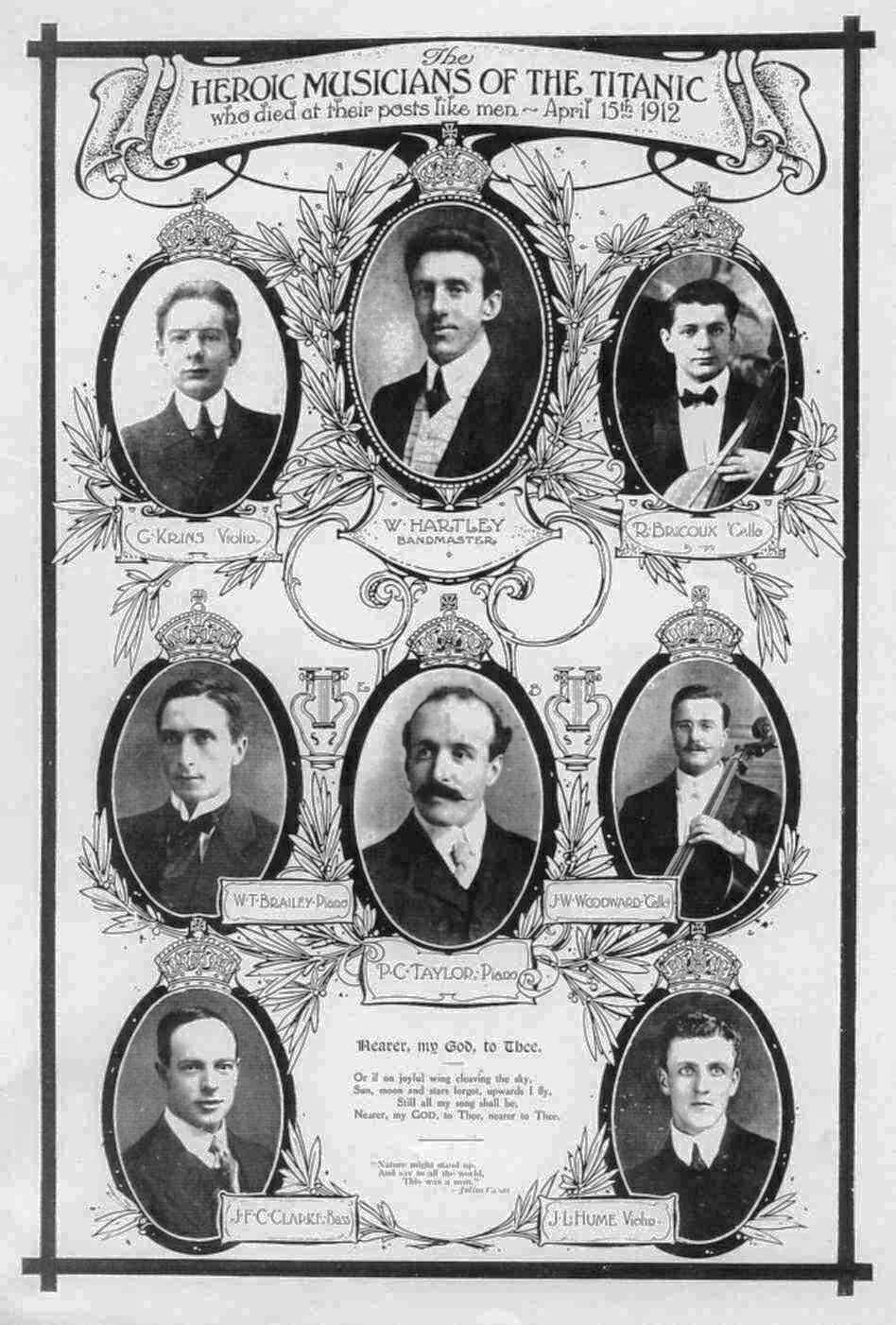
موسيقيو التايتنك بقيادة والاس هارتلي، حيث وُظِّفوا بكونهم من الطاقم، ولكنهم مُنحوا تسهيلات الدرجة الثانية.

مسافرو الدرجة الثانية كانوا سياحيا وأكاديميين  ورجال دين وعائلات من الطبقة الوسطى الأمريكية والبريطانية. ولقد سافر موسيقيو تايتنك على متن الدرجة الثانية؛ حيث لم يُعتبروا من ضمن الطاقم، ولكن  موظفون من قبل وكالة من خلال عقد مع شركة وايت ستار لاين. وكان معدل سعر التذكرة للبالغين في الدرجة الثانية £13 ما يساوي اليوم £1,123. وبالنسبة لكثير من أولئك المسافرين، فإن تجربتهم في السفر على متن التايتنك كانت مشابهة للسفر في الدرجة الأولى على الخطوط الناقلة الأصغر. وقد كان لمسافري هذه الدرجة مكتبتهم الخاصة، كما كان للرجال غرفة تدخين خاصة. وقد كان بمقدور الأطفال قراءة كتب الأطفال الموفرة في المكتبة أو لعب الكت «حلقات الرمي» على سطح السفينة أو الشفليورد في الممشى «المنتزه» الخاصة بالدرجة الثانية. وقد أمضت الطفلة روث بيكر ذات الإثني عشر ربيعا وقتها على السفينة في دفع عربة أخيها ذي الربيعين ريتشارد حول الممشى المغلق الذي زودت شركة وايت ستار لاين به السفينة.

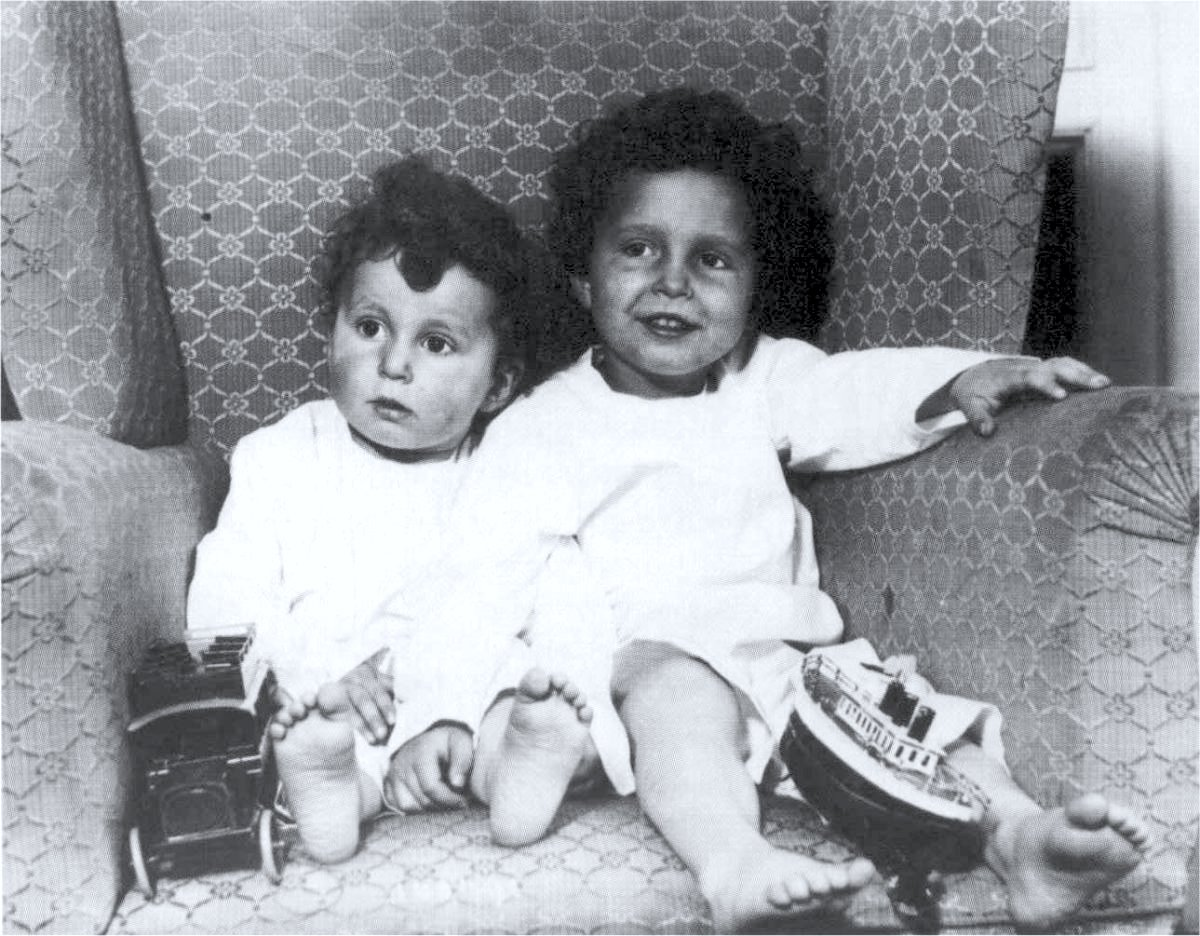
ميشال، يمين الصورة، وايدموند نافراتل، اللذان عُرفا بلقب يتيمي التيتانيك

كذلك، فقد كان على متن السفينة قسّين رومانيين كاثوليكيين؛ هُما الأب توماس بايلس والأب جوزيف بارشوزتز، واللذان كانا يقيما قداساً يومياً لمسافري الدرجتين الثانية والثالثة خلال الرحلة. وبينما أعطى القس بايلس مواعظه بالإنجليزية والإيرلندية والفرنسية، فقد أعطى بارشوزتز مواعظاً بالألمانية والهنغارية. وعلى السفينة كذلك كان القس الليتواني، جوزاس مونتفيلا، والذي مات خلال غرق السفينة.